# Nabha
Nabha (Panjabi ਨਾਭਾ) ist eine Stadt (Municipal Council) im indischen Bundesstaat Punjab. Sie liegt im Distrikt Patiala im Tehsil Nabha, 20 km westlich der Distrikthauptstadt Patiala. Die Stadt liegt an der Bahnstrecke Patiala–Barnala. Beim Zensus 2011 betrug die Einwohnerzahl knapp 68.000. 10 Jahre zuvor waren es 62.000.
Nabha war Hauptstadt des früheren Fürstenstaates Nabha.

## Persönlichkeiten
- Navjot S. Sodhi (1962–2011), Naturschutzbiologe